# گینس ملندز
گینس ملندز (انگلیسی: Ginés Meléndez؛ زادهٔ ۲۲ مارس ۱۹۵۰) بازیکن فوتبال اهل اسپانیا است.
از باشگاه‌هایی که در آن بازی کرده‌است می‌توان به باشگاه فوتبال آلباسته بالومپیه اشاره کرد.
وی در مسابقات کشوری و بین‌المللی در مجموع برندهٔ ۱ مدال برنز شده‌است.